# Svetovno prvenstvo v nogometu 1982
Svetovno prvenstvo v nogometu 1982, ki ga je med 13. junijem in 11. julijem 1982 gostila Španija, je bilo dvanajsto Svetovno prvenstvo v nogometu. Svoj tretji naslov svetovnega prvaka je osvojila italijanska reprezentanca, drugo mesto je osvojila zahodnonemška, tretje pa poljska.

## Prizorišča
| Madrid             | Madrid             | Barcelona             | Barcelona          | Vigo               | La Coruña          |
| ------------------ | ------------------ | --------------------- | ------------------ | ------------------ | ------------------ |
| Santiago Bernabeu  | Vicente Calderón   | Camp Nou              | Sarrià             | Balaídos           | Riazor             |
| Kapaciteta: 91.000 | Kapaciteta: 66.000 | Kapaciteta: 120.000   | Kapaciteta: 44.000 | Kapaciteta: 40.000 | Kapaciteta: 37.000 |
|                    |                    |                       |                    |                    |                    |
| Gijón              | Oviedo             | Elche                 | Alicante           | Bilbao             | Valladolid         |
| El Molinón         | Carlos Tartiere    | Nuevo                 | José Rico Pérez    | San Mamés          | José Zorrilla      |
| Kapaciteta: 47.000 | Kapaciteta: 23.000 | Kapaciteta: 40.000    | Kapaciteta: 38.000 | Kapaciteta: 47.000 | Kapaciteta: 30.000 |
|                    |                    |                       |                    |                    |                    |
| Valencija          | Zaragoza           | Sevilla               | Sevilla            | Málaga             |                    |
| Luis Casanova      | La Romareda        | Ramón Sánchez Pizjuán | Benito Villamarín  | La Rosaleda        |                    |
| Kapaciteta: 55.000 | Kapaciteta: 42.000 | Kapaciteta: 68.000    | Kapaciteta: 50.000 | Kapaciteta: 44.000 |                    |
|                    |                    |                       |                    |                    |                    |

## Rezultati

### Prvi krog

#### 1. skupina
| Reprezentanca | OT | Z | N | P | DG | PG | GR | TOČ |
| ------------- | -- | - | - | - | -- | -- | -- | --- |
| Poljska       | 3  | 1 | 2 | 0 | 5  | 1  | +4 | 4   |
| Italija       | 3  | 0 | 3 | 0 | 2  | 2  | 0  | 3   |
| Kamerun       | 3  | 0 | 3 | 0 | 1  | 1  | 0  | 3   |
| Peru          | 3  | 0 | 2 | 1 | 2  | 6  | −4 | 2   |

| 14. junij 1982 17:15 | Italija    | 0 – 0 | Poljska | Stadion: Estadio de Balaídos, Vigo Gledalcev: 33.000 Sodnik: Michel Vautrot |
| 14. junij 1982 17:15 | (Poročilo) |       |         | Stadion: Estadio de Balaídos, Vigo Gledalcev: 33.000 Sodnik: Michel Vautrot |

| 15. junij 1982 17:15 | Peru       | 0 – 0 | Kamerun | Stadion: Estadio de Riazor, La Coruña Gledalcev: 11.000 Sodnik: Franz Wöhrer |
| 15. junij 1982 17:15 | (Poročilo) |       |         | Stadion: Estadio de Riazor, La Coruña Gledalcev: 11.000 Sodnik: Franz Wöhrer |

| 18. junij 1982 17:15 | Italija   | 1 – 1      | Peru     | Stadion: Estadio de Balaídos, Vigo Gledalcev: 25.000 Sodnik: Walter Eschweiler |
| 18. junij 1982 17:15 | Conti 18' | (Poročilo) | Díaz 83' | Stadion: Estadio de Balaídos, Vigo Gledalcev: 25.000 Sodnik: Walter Eschweiler |

| 19. junij 1982 17:15 | Poljska    | 0 – 0 | Kamerun | Stadion: Estadio de Riazor, La Coruña Gledalcev: 19.000 Sodnik: Alexis Ponnet |
| 19. junij 1982 17:15 | (Poročilo) |       |         | Stadion: Estadio de Riazor, La Coruña Gledalcev: 19.000 Sodnik: Alexis Ponnet |

| 22. junij 1982 17:15 | Poljska                                                | 5 – 1      | Peru        | Stadion: Estadio de Riazor, La Coruña Gledalcev: 25.000 Sodnik: Mario Rubio Vázquez |
| 22. junij 1982 17:15 | Smolarek 55' Lato 58' Boniek 61' Buncol 68' Ciołek 76' | (Poročilo) | La Rosa 83' | Stadion: Estadio de Riazor, La Coruña Gledalcev: 25.000 Sodnik: Mario Rubio Vázquez |

| 23. junij 1982 17:15 | Italija      | 1 – 1      | Kamerun   | Stadion: Estadio de Balaídos, Vigo Gledalcev: 20.000 Sodnik: Bogdan Dotčev |
| 23. junij 1982 17:15 | Graziani 60' | (Poročilo) | Mbida 61' | Stadion: Estadio de Balaídos, Vigo Gledalcev: 20.000 Sodnik: Bogdan Dotčev |

#### 2. skupina
| Reprezentanca   | OT | Z | N | P | DG | PG | GR | TOČ |
| --------------- | -- | - | - | - | -- | -- | -- | --- |
| Zahodna Nemčija | 3  | 2 | 0 | 1 | 6  | 3  | +3 | 4   |
| Avstrija        | 3  | 2 | 0 | 1 | 3  | 1  | +2 | 4   |
| Alžirija        | 3  | 2 | 0 | 1 | 5  | 5  | 0  | 4   |
| Čile            | 3  | 0 | 0 | 3 | 3  | 8  | −5 | 0   |

| 16. junij 1982 17:15 | Zahodna Nemčija | 1 – 2      | Alžirija                | Stadion: El Molinón, Gijón Gledalcev: 42.000 Sodnik: Enrique Labo Revoredo |
| 16. junij 1982 17:15 | Rummenigge 67'  | (Poročilo) | Madjer 54' Belloumi 68' | Stadion: El Molinón, Gijón Gledalcev: 42.000 Sodnik: Enrique Labo Revoredo |

| 17. junij 1982 17:15 | Čile | 0 – 1      | Avstrija      | Stadion: Estadio Carlos Tartiere, Oviedo Gledalcev: 22.500 Sodnik: Juan Daniel Cardellino |
| 17. junij 1982 17:15 |      | (Poročilo) | Schachner 21' | Stadion: Estadio Carlos Tartiere, Oviedo Gledalcev: 22.500 Sodnik: Juan Daniel Cardellino |

| 20. junij 1982 17:15 | Zahodna Nemčija                      | 4 – 1      | Čile        | Stadion: El Molinón, Gijón Gledalcev: 42.000 Sodnik: Bruno Galler |
| 20. junij 1982 17:15 | Rummenigge 9', 57', 66' Reinders 81' | (Poročilo) | Moscoso 90' | Stadion: El Molinón, Gijón Gledalcev: 42.000 Sodnik: Bruno Galler |

| 21. junij 1982 17:15 | Alžirija | 0 – 2      | Avstrija                 | Stadion: Estadio Carlos Tartiere, Oviedo Gledalcev: 22.000 Sodnik: Tony Boskovic |
| 21. junij 1982 17:15 |          | (Poročilo) | Schachner 55' Krankl 67' | Stadion: Estadio Carlos Tartiere, Oviedo Gledalcev: 22.000 Sodnik: Tony Boskovic |

| 24. junij 1982 17:15 | Alžirija                    | 3 – 2      | Čile                          | Stadion: Estadio Carlos Tartiere, Oviedo Gledalcev: 16.000 Sodnik: Rómulo Méndez |
| 24. junij 1982 17:15 | Assad 7', 31' Bensaoula 35' | (Poročilo) | Neira 59' (pen.) Letelier 73' | Stadion: Estadio Carlos Tartiere, Oviedo Gledalcev: 16.000 Sodnik: Rómulo Méndez |

| 25. junij 1982 17:15 | Zahodna Nemčija | 1 – 0      | Avstrija | Stadion: El Molinón, Gijón Gledalcev: 41.000 Sodnik: Bob Valentine |
| 25. junij 1982 17:15 | Hrubesch 10'    | (Poročilo) |          | Stadion: El Molinón, Gijón Gledalcev: 41.000 Sodnik: Bob Valentine |

#### 3. skupina
| Reprezentanca | OT | Z | N | P | DG | PG | GR  | TOČ |
| ------------- | -- | - | - | - | -- | -- | --- | --- |
| Belgija       | 3  | 2 | 1 | 0 | 3  | 1  | +2  | 5   |
| Argentina     | 3  | 2 | 0 | 1 | 6  | 2  | +4  | 4   |
| Madžarska     | 3  | 1 | 1 | 1 | 12 | 6  | +6  | 3   |
| Salvador      | 3  | 0 | 0 | 3 | 1  | 13 | −12 | 0   |

| 13. junij 1982 20:00 | Argentina | 0 – 1      | Belgija         | Stadion: Camp Nou, Barcelona Gledalcev: 95.500 Sodnik: Vojtěch Christov |
| 13. junij 1982 20:00 |           | (Poročilo) | Vandenbergh 62' | Stadion: Camp Nou, Barcelona Gledalcev: 95.500 Sodnik: Vojtěch Christov |

| 15. junij 1982 21:00 | Madžarska                                                                                | 10 – 1     | Salvador    | Stadion: Nuevo Estadio, Elche Gledalcev: 23.000 Sodnik: Ibrahim Youssef Al-Doy |
| 15. junij 1982 21:00 | Nyilasi 4', 83' Pölöskei 11' Fazekas 23', 54' Tóth 50' L. Kiss 69', 72', 76' Szentes 72' | (Poročilo) | Ramírez 64' | Stadion: Nuevo Estadio, Elche Gledalcev: 23.000 Sodnik: Ibrahim Youssef Al-Doy |

| 18. junij 1982 21:00 | Argentina                                 | 4 – 1      | Madžarska    | Stadion: Estadio José Rico Pérez, Alicante Gledalcev: 32.093 Sodnik: Belaid Lacarne |
| 18. junij 1982 21:00 | Bertoni 26' Maradona 28', 57' Ardiles 60' | (Poročilo) | Pölöskei 76' | Stadion: Estadio José Rico Pérez, Alicante Gledalcev: 32.093 Sodnik: Belaid Lacarne |

| 19. junij 1982 21:00 | Belgija   | 1 – 0      | Salvador | Stadion: Nuevo Estadio, Elche Gledalcev: 15.000 Sodnik: Malcolm Moffatt |
| 19. junij 1982 21:00 | Coeck 19' | (Poročilo) |          | Stadion: Nuevo Estadio, Elche Gledalcev: 15.000 Sodnik: Malcolm Moffatt |

| 22. junij 1982 21:00 | Belgija           | 1 – 1      | Madžarska | Stadion: Nuevo Estadio, Elche Gledalcev: 37.000 Sodnik: Clive White |
| 22. junij 1982 21:00 | Czerniatynski 76' | (Poročilo) | Varga 27' | Stadion: Nuevo Estadio, Elche Gledalcev: 37.000 Sodnik: Clive White |

| 23. junij 1982 21:00 | Argentina                         | 2 – 0      | Salvador | Stadion: Estadio José Rico Pérez, Alicante Gledalcev: 32.500 Sodnik: Luis Barrancos |
| 23. junij 1982 21:00 | Passarella 22' (pen.) Bertoni 52' | (Poročilo) |          | Stadion: Estadio José Rico Pérez, Alicante Gledalcev: 32.500 Sodnik: Luis Barrancos |

#### 4. skupina
| Reprezentanca | OT | Z | N | P | DG | PG | GR | TOČ |
| ------------- | -- | - | - | - | -- | -- | -- | --- |
| Anglija       | 3  | 3 | 0 | 0 | 6  | 1  | +5 | 6   |
| Francija      | 3  | 1 | 1 | 1 | 6  | 5  | +1 | 3   |
| Češkoslovaška | 3  | 0 | 2 | 1 | 2  | 4  | −2 | 2   |
| Kuvajt        | 3  | 0 | 1 | 2 | 2  | 6  | −4 | 1   |

| 16. junij 1982 17:15 | Anglija                    | 3 – 1      | Francija  | Stadion: Estadio San Mamés, Bilbao Gledalcev: 44.172 Sodnik: Antonio Garrido |
| 16. junij 1982 17:15 | Robson 1', 67' Mariner 83' | (Poročilo) | Soler 24' | Stadion: Estadio San Mamés, Bilbao Gledalcev: 44.172 Sodnik: Antonio Garrido |

| 17. junij 1982 17:15 | Češkoslovaška      | 1 – 1      | Kuvajt        | Stadion: Estadio José Zorrilla, Valladolid Gledalcev: 25.000 Sodnik: Benjamin Dwomoh |
| 17. junij 1982 17:15 | Panenka 21' (pen.) | (Poročilo) | Al-Dakhil 57' | Stadion: Estadio José Zorrilla, Valladolid Gledalcev: 25.000 Sodnik: Benjamin Dwomoh |

| 20. junij 1982 17:15 | Anglija                     | 2 – 0      | Češkoslovaška | Stadion: Estadio San Mamés, Bilbao Gledalcev: 41.123 Sodnik: Charles Corver |
| 20. junij 1982 17:15 | Francis 62' Barmoš 66' (AG) | (Poročilo) |               | Stadion: Estadio San Mamés, Bilbao Gledalcev: 41.123 Sodnik: Charles Corver |

| 21. junij 1982 17:15 | Francija                                    | 4 – 1      | Kuvajt          | Stadion: Estadio José Zorrilla, Valladolid Gledalcev: 30.043 Sodnik: Miroslav Stupar |
| 21. junij 1982 17:15 | Genghini 31' Platini 43' Six 48' Bossis 89' | (Poročilo) | Al-Buloushi 75' | Stadion: Estadio José Zorrilla, Valladolid Gledalcev: 30.043 Sodnik: Miroslav Stupar |

| 24. junij 1982 17:15 | Francija | 1 – 1      | Češkoslovaška      | Stadion: Estadio José Zorrilla, Valladolid Gledalcev: 28.000 Sodnik: Paolo Casarin |
| 24. junij 1982 17:15 | Six 66'  | (Poročilo) | Panenka 84' (pen.) | Stadion: Estadio José Zorrilla, Valladolid Gledalcev: 28.000 Sodnik: Paolo Casarin |

| 25. junij 1982 17:15 | Anglija     | 1 – 0      | Kuvajt | Stadion: Estadio San Mamés, Bilbao Gledalcev: 39.700 Sodnik: Gilberto Aristizábal |
| 25. junij 1982 17:15 | Francis 27' | (Poročilo) |        | Stadion: Estadio San Mamés, Bilbao Gledalcev: 39.700 Sodnik: Gilberto Aristizábal |

#### 5. skupina
| Reprezentanca | OT | Z | N | P | DG | PG | GR | TOČ |
| ------------- | -- | - | - | - | -- | -- | -- | --- |
| Severna Irska | 3  | 1 | 2 | 0 | 2  | 1  | +1 | 4   |
| Španija       | 3  | 1 | 1 | 1 | 3  | 3  | 0  | 3   |
| Jugoslavija   | 3  | 1 | 1 | 1 | 2  | 2  | 0  | 3   |
| Honduras      | 3  | 0 | 2 | 1 | 2  | 3  | −1 | 2   |

| 16. junij 1982 21:00 | Španija                 | 1 – 1      | Honduras  | Stadion: Estadio Luís Casanova, Valencija Gledalcev: 49.562 Sodnik: Arturo Ithurralde |
| 16. junij 1982 21:00 | López Ufarte 65' (pen.) | (Poročilo) | Zelaya 8' | Stadion: Estadio Luís Casanova, Valencija Gledalcev: 49.562 Sodnik: Arturo Ithurralde |

| 17. junij 1982 21:00 | Jugoslavija | 0 – 0 | Severna Irska | Stadion: La Romareda, Zaragoza Gledalcev: 25.000 Sodnik: Erik Fredriksson |
| 17. junij 1982 21:00 | (Poročilo)  |       |               | Stadion: La Romareda, Zaragoza Gledalcev: 25.000 Sodnik: Erik Fredriksson |

| 20. junij 1982 21:00 | Španija                      | 2 – 1      | Jugoslavija | Stadion: Estadio Luis Casanova, Valencija Gledalcev: 48.000 Sodnik: Henning Lund-Sørensen |
| 20. junij 1982 21:00 | Juanito 14' (pen.) Saura 66' | (Poročilo) | Gudelj 10'  | Stadion: Estadio Luis Casanova, Valencija Gledalcev: 48.000 Sodnik: Henning Lund-Sørensen |

| 21. junij 1982 21:00 | Honduras  | 1 – 1      | Severna Irska | Stadion: La Romareda, Zaragoza Gledalcev: 15.000 Sodnik: Chan Tam Sun |
| 21. junij 1982 21:00 | Laing 60' | (Poročilo) | Armstrong 10' | Stadion: La Romareda, Zaragoza Gledalcev: 15.000 Sodnik: Chan Tam Sun |

| 24. junij 1982 21:00 | Honduras | 0 – 1      | Jugoslavija         | Stadion: La Romareda, Zaragoza Gledalcev: 25.000 Sodnik: Gastón Castro |
| 24. junij 1982 21:00 |          | (Poročilo) | Petrović 88' (pen.) | Stadion: La Romareda, Zaragoza Gledalcev: 25.000 Sodnik: Gastón Castro |

| 25. junij 1982 21:00 | Španija | 0 – 1      | Severna Irska | Stadion: Estadio Luis Casanova, Valencija Gledalcev: 49.562 Sodnik: Héctor Ortiz |
| 25. junij 1982 21:00 |         | (Poročilo) | Armstrong 47' | Stadion: Estadio Luis Casanova, Valencija Gledalcev: 49.562 Sodnik: Héctor Ortiz |

#### 6. skupina
| Reprezentanca   | OT | Z | N | P | DG | PG | GR  | TOČ |
| --------------- | -- | - | - | - | -- | -- | --- | --- |
| Brazilija       | 3  | 3 | 0 | 0 | 10 | 2  | +8  | 6   |
| Sovjetska zveza | 3  | 1 | 1 | 1 | 6  | 4  | +2  | 3   |
| Škotska         | 3  | 1 | 1 | 1 | 8  | 8  | 0   | 3   |
| Nova Zelandija  | 3  | 0 | 0 | 3 | 2  | 12 | −10 | 0   |

| 14. junij 1982 21:00 | Brazilija             | 2 – 1      | Sovjetska zveza | Stadion: Estadio Ramón Sánchez Pizjuán, Seville Gledalcev: 68.000 Sodnik: Augusto Lamo Castillo |
| 14. junij 1982 21:00 | Sócrates 75' Éder 87' | (Poročilo) | Bal 34'         | Stadion: Estadio Ramón Sánchez Pizjuán, Seville Gledalcev: 68.000 Sodnik: Augusto Lamo Castillo |

| 15. junij 1982 21:00 | Škotska                                                | 5 – 2      | Nova Zelandija         | Stadion: Estadio La Rosaleda, Málaga Gledalcev: 36.000 Sodnik: David Socha |
| 15. junij 1982 21:00 | Dalglish 18' Wark 30', 33' Robertson 73' Archibald 79' | (Poročilo) | Sumner 54' Wooddin 65' | Stadion: Estadio La Rosaleda, Málaga Gledalcev: 36.000 Sodnik: David Socha |

| 18. junij 1982 21:00 | Brazilija                              | 4 – 1      | Škotska   | Stadion: Estadio Benito Villamarín, Seville Gledalcev: 47.379 Sodnik: Luis Paulino Siles |
| 18. junij 1982 21:00 | Zico 33' Oscar 49' Éder 65' Falcão 87' | (Poročilo) | Narey 18' | Stadion: Estadio Benito Villamarín, Seville Gledalcev: 47.379 Sodnik: Luis Paulino Siles |

| 19. junij 1982 21:00 | Sovjetska zveza                     | 3 – 0      | Nova Zelandija | Stadion: Estadio La Rosaleda, Málaga Gledalcev: 19.000 Sodnik: Yousef El-Ghoul |
| 19. junij 1982 21:00 | Gavrilov 25' Blohin 48' Baltača 69' | (Poročilo) |                | Stadion: Estadio La Rosaleda, Málaga Gledalcev: 19.000 Sodnik: Yousef El-Ghoul |

| 22. junij 1982 21:00 | Sovjetska zveza          | 2 – 2      | Škotska                | Stadion: Estadio La Rosaleda, Málaga Gledalcev: 45.000 Sodnik: Nicolae Rainea |
| 22. junij 1982 21:00 | Čivadze 60' Šengelja 84' | (Poročilo) | Jordan 15' Souness 87' | Stadion: Estadio La Rosaleda, Málaga Gledalcev: 45.000 Sodnik: Nicolae Rainea |

| 23. junij 1982 21:00 | Brazilija                             | 4 – 0      | Nova Zelandija | Stadion: Estadio Benito Villamarín, Seville Gledalcev: 43.000 Sodnik: Damir Matovinović |
| 23. junij 1982 21:00 | Zico 28', 31' Falcão 55' Serginho 69' | (Poročilo) |                | Stadion: Estadio Benito Villamarín, Seville Gledalcev: 43.000 Sodnik: Damir Matovinović |

### Drugi krog

#### Skupina A
| Reprezentanca   | OT | Z | N | P | DG | PG | GR | TOČ |
| --------------- | -- | - | - | - | -- | -- | -- | --- |
| Poljska         | 2  | 1 | 1 | 0 | 3  | 0  | +3 | 3   |
| Sovjetska zveza | 2  | 1 | 1 | 0 | 1  | 0  | +1 | 3   |
| Belgija         | 2  | 0 | 0 | 2 | 0  | 4  | −4 | 0   |

| 28. junij 1982 21:00 | Poljska             | 3 – 0      | Belgija | Stadion: Camp Nou, Barcelona Gledalcev: 65.000 Sodnik: Luis Paulino Siles |
| 28. junij 1982 21:00 | Boniek 4', 26', 53' | (Poročilo) |         | Stadion: Camp Nou, Barcelona Gledalcev: 65.000 Sodnik: Luis Paulino Siles |

| 1. julij 1982 21:00 | Belgija | 0 – 1      | Sovjetska zveza | Stadion: Camp Nou, Barcelona Gledalcev: 45.000 Sodnik: Michel Vautrot |
| 1. julij 1982 21:00 |         | (Poročilo) | Oganesjan 48'   | Stadion: Camp Nou, Barcelona Gledalcev: 45.000 Sodnik: Michel Vautrot |

| 4. julij 1982 21:00 | Sovjetska zveza | 0 – 0 | Poljska | Stadion: Camp Nou, Barcelona Gledalcev: 65.000 Sodnik: Bob Valentine |
| 4. julij 1982 21:00 | (Poročilo)      |       |         | Stadion: Camp Nou, Barcelona Gledalcev: 65.000 Sodnik: Bob Valentine |

#### Skupina B
| Reprezentanca   | OT | Z | N | P | DG | PG | GR | TOČ |
| --------------- | -- | - | - | - | -- | -- | -- | --- |
| Zahodna Nemčija | 2  | 1 | 1 | 0 | 2  | 1  | +1 | 3   |
| Anglija         | 2  | 0 | 2 | 0 | 0  | 0  | 0  | 2   |
| Španija         | 2  | 0 | 1 | 1 | 1  | 2  | −1 | 1   |

| 29. junij 1982 21:00 | Zahodna Nemčija | 0 – 0 | Anglija | Stadion: Estadio Santiago Bernabéu, Madrid Gledalcev: 75.000 Sodnik: Arnaldo Cézar Coelho |
| 29. junij 1982 21:00 | (Poročilo)      |       |         | Stadion: Estadio Santiago Bernabéu, Madrid Gledalcev: 75.000 Sodnik: Arnaldo Cézar Coelho |

| 2. julij 1982 21:00 | Zahodna Nemčija            | 2 – 1      | Španija    | Stadion: Estadio Santiago Bernabéu, Madrid Gledalcev: 90.089 Sodnik: Paolo Casarin |
| 2. julij 1982 21:00 | Littbarski 50' Fischer 75' | (Poročilo) | Zamora 82' | Stadion: Estadio Santiago Bernabéu, Madrid Gledalcev: 90.089 Sodnik: Paolo Casarin |

| 5. julij 1982 21:00 | Španija    | 0 – 0 | Anglija | Stadion: Estadio Santiago Bernabéu, Madrid Gledalcev: 75.000 Sodnik: Alexis Ponnet |
| 5. julij 1982 21:00 | (Poročilo) |       |         | Stadion: Estadio Santiago Bernabéu, Madrid Gledalcev: 75.000 Sodnik: Alexis Ponnet |

#### Skupina C
| Reprezentanca | OT | Z | N | P | DG | PG | GR | TOČ |
| ------------- | -- | - | - | - | -- | -- | -- | --- |
| Italija       | 2  | 2 | 0 | 0 | 5  | 3  | +2 | 4   |
| Brazilija     | 2  | 1 | 0 | 1 | 5  | 4  | +1 | 2   |
| Argentina     | 2  | 0 | 0 | 2 | 2  | 5  | −3 | 0   |

| 29. junij 1982 17:15 | Italija                  | 2 – 1      | Argentina      | Stadion: Estadio Sarriá, Barcelona Gledalcev: 43.000 Sodnik: Nicolae Rainea |
| 29. junij 1982 17:15 | Tardelli 55' Cabrini 67' | (Poročilo) | Passarella 83' | Stadion: Estadio Sarriá, Barcelona Gledalcev: 43.000 Sodnik: Nicolae Rainea |

| 2. julij 1982 17:15 | Argentina | 1 – 3      | Brazilija                        | Stadion: Estadio Sarriá, Barcelona Gledalcev: 43.000 Sodnik: Mario Rubio Vázquez |
| 2. julij 1982 17:15 | Díaz 89'  | (Poročilo) | Zico 11' Serginho 66' Júnior 75' | Stadion: Estadio Sarriá, Barcelona Gledalcev: 43.000 Sodnik: Mario Rubio Vázquez |

| 5. julij 1982 17:15 | Brazilija               | 2 – 3      | Italija            | Stadion: Estadio Sarriá, Barcelona Gledalcev: 44.000 Sodnik: Abraham Klein |
| 5. julij 1982 17:15 | Sócrates 12' Falcão 68' | (Poročilo) | Rossi 5', 25', 74' | Stadion: Estadio Sarriá, Barcelona Gledalcev: 44.000 Sodnik: Abraham Klein |

#### Skupina D
| Reprezentanca | OT | Z | N | P | DG | PG | GR | TOČ |
| ------------- | -- | - | - | - | -- | -- | -- | --- |
| Francija      | 2  | 2 | 0 | 0 | 5  | 1  | +4 | 4   |
| Avstrija      | 2  | 0 | 1 | 1 | 2  | 3  | −1 | 1   |
| Severna Irska | 2  | 0 | 1 | 1 | 3  | 6  | −3 | 1   |

| 28. junij 1982 17:15 | Avstrija | 0 – 1      | Francija     | Stadion: Estadio Vicente Calderón, Madrid Gledalcev: 37.000 Sodnik: Károly Palotai |
| 28. junij 1982 17:15 |          | (Poročilo) | Genghini 39' | Stadion: Estadio Vicente Calderón, Madrid Gledalcev: 37.000 Sodnik: Károly Palotai |

| 1. julij 1982 17:15 | Avstrija                   | 2 – 2      | Severna Irska     | Stadion: Estadio Vicente Calderón, Madrid Gledalcev: 20.000 Sodnik: Adolf Prokop |
| 1. julij 1982 17:15 | Pezzey 50' Hintermaier 68' | (Poročilo) | Hamilton 27', 75' | Stadion: Estadio Vicente Calderón, Madrid Gledalcev: 20.000 Sodnik: Adolf Prokop |

| 4. julij 1982 17:15 | Severna Irska | 1 – 4      | Francija                            | Stadion: Estadio Vicente Calderón, Madrid Gledalcev: 37.000 Sodnik: Alojzy Jarguz |
| 4. julij 1982 17:15 | Armstrong 75' | (Poročilo) | Giresse 33', 80' Rocheteau 46', 68' | Stadion: Estadio Vicente Calderón, Madrid Gledalcev: 37.000 Sodnik: Alojzy Jarguz |

### Zaključni del
|  | Polfinale              | Polfinale          |   |                      | Finale               | Finale |
|  |                        |                    |   |                      |                      |        |
|  | 8. julij - Barcelona   |                    |   |                      |                      |        |
|  | Poljska                | 0                  |   |                      |                      |        |
|  | Italija                | 2                  |   |                      |                      |        |
|  |                        |                    |   |                      |                      |        |
|  |                        |                    |   |                      | 11. julij - Madrid   |        |
|  |                        |                    |   |                      | Italija              | 3      |
|  |                        | Zahodna Nemčija    | 1 |                      |                      |        |
|  |                        |                    |   |                      |                      |        |
|  |                        |                    |   |                      |                      |        |
|  |                        |                    |   |                      | Za tretje mesto      |        |
|  | 8. julij - Seville     | 8. julij - Seville |   | 10. julij - Alicante | 10. julij - Alicante |        |
|  | Zahodna Nemčija (pen.) | 3 (5)              |   | Poljska              | 3                    |        |
|  | Francija               | 3 (4)              |   |                      | Francija             | 2      |

#### Polinale
| 8. julij 1982 17:15 | Poljska | 0 – 2      | Italija        | Stadion: Camp Nou, Barcelona Gledalcev: 50.000 Sodnik: Juan Daniel Cardellino |
| 8. julij 1982 17:15 |         | (Poročilo) | Rossi 22', 73' | Stadion: Camp Nou, Barcelona Gledalcev: 50.000 Sodnik: Juan Daniel Cardellino |

| 8. julij 1982 21:00 | Zahodna Nemčija                             | 3 – 3      | Francija                                  | Stadion: Estadio Ramón Sánchez Pizjuán, Seville Gledalcev: 63.000 Sodnik: Charles Corver |
| 8. julij 1982 21:00 | Littbarski 17' Rummenigge 102' Fischer 108' | (Poročilo) | Platini 26' (pen.) Trésor 92' Giresse 98' | Stadion: Estadio Ramón Sánchez Pizjuán, Seville Gledalcev: 63.000 Sodnik: Charles Corver |

|                                                        |                 |                                             |  |
|                                                        | Kazenski streli |                                             |  |
| Kaltz Breitner Stielike Littbarski Rummenigge Hrubesch | 5 – 4           | Giresse Amoros Rocheteau Six Platini Bossis |  |

#### Za tretje mesto
| 10. julij 1982 20:00 | Poljska                                 | 3 – 2      | Francija               | Stadion: Estadio José Rico Pérez, Alicante Gledalcev: 28.000 Sodnik: Antonio Garrido |
| 10. julij 1982 20:00 | Szarmach 40' Majewski 44' Kupcewicz 46' | (Poročilo) | Girard 13' Couriol 72' | Stadion: Estadio José Rico Pérez, Alicante Gledalcev: 28.000 Sodnik: Antonio Garrido |

#### Finale
| 11. julij 1982 20:00 | Italija                              | 3 – 1      | Zahodna Nemčija | Stadion: Estadio Santiago Bernabéu, Madrid Gledalcev: 90.000 Sodnik: Arnaldo Cézar Coelho |
| 11. julij 1982 20:00 | Rossi 57' Tardelli 69' Altobelli 81' | (Poročilo) | Breitner 83'    | Stadion: Estadio Santiago Bernabéu, Madrid Gledalcev: 90.000 Sodnik: Arnaldo Cézar Coelho |

## Statistika

### Strelci
| 6 golov - Paolo Rossi 5 golov - Karl-Heinz Rummenigge 4 goli - Zico - Zbigniew Boniek 3 goli - Falcão - Alain Giresse - László Kiss - Gerry Armstrong 2 gola - Salah Assad - Daniel Bertoni - Diego Maradona - Daniel Passarella - Walter Schachner - Éder - Serginho - Sócrates - Antonín Panenka - Trevor Francis - Bryan Robson - Bernard Genghini - Michel Platini - Dominique Rocheteau - Didier Six - Klaus Fischer - Pierre Littbarski - László Fazekas - Tibor Nyilasi - Gábor Pölöskei - Marco Tardelli - Billy Hamilton - John Wark | 1 gol - Lakhdar Belloumi - Tedj Bensaoula - Rabah Madjer - Osvaldo Ardiles - Ramón Díaz - Reinhold Hintermaier - Hans Krankl - Bruno Pezzey - Ludo Coeck - Alexandre Czerniatynski - Erwin Vandenbergh - Júnior - Oscar - Grégoire Mbida - Juan Carlos Letelier - Gustavo Moscoso - Miguel Ángel Neira - Luis Ramírez - Paul Mariner - Maxime Bossis - Alain Couriol - René Girard - Gérard Soler - Marius Trésor - Paul Breitner - Horst Hrubesch - Uwe Reinders - Antonio Laing - Héctor Zelaya - Lázár Szentes - József Tóth - József Varga - Alessandro Altobelli - Antonio Cabrini - Bruno Conti - Francesco Graziani | - Abdullah Al-Buloushi - Faisal Al-Dakhil - Steve Sumner - Steve Wooddin - Rubén Toribio Díaz - Guillermo La Rosa - Andrzej Buncol - Włodzimierz Ciołek - Janusz Kupcewicz - Grzegorz Lato - Stefan Majewski - Włodzimierz Smolarek - Andrzej Szarmach - Steve Archibald - Kenny Dalglish - Joe Jordan - David Narey - John Robertson - Graeme Souness - Andrij Bal - Sergej Baltača - Oleg Blohin - Aleksander Čivadze - Jurij Gavrilov - Horen Oganesjan - Ramaz Šengelja - Juanito - Roberto López Ufarte - Enrique Saura - Jesús María Zamora - Ivan Gudelj - Vladimir Petrović Avtogol - Jozef Barmoš |